# Carry
Carry (zapis stylizowany na CARRY) – polska marka odzieżowa funkcjonująca na rynku od 1991 roku, posiadająca sieć sklepów odzieżowych założoną w 2000 roku. Carry zajmuje się projektowaniem oraz sprzedażą odzieży. 
Carry w swoim asortymencie posiada odzież damską oraz męską. W 2020 roku w Polsce funkcjonowało ponad 100 sklepów sieci. Sklepy Carry ulokowane są zazwyczaj w centrach handlowych.